# Стефан Цанев (флотски капитан)
Вижте пояснителната страница за други личности с името Стефан Цанев.
Капитан I ранг Стефан Цанев е български военноморски офицер, началник порт Дедеагач, началник на Българският Военноморски Флот, виден строител на Военноморските сили на България.
Капитан Стефан Цанев е роден на 29 октомври 1898 г. в село Зелено дърво, Габровско. Завършва Военното училище в София и Морското училище във Варна (1929), специализира в Италианската кралска морска академия в Ливорно след спечелен конкурс. Той е преподавател и началник на Морското училище, командир на торпедоносец „Дръзки“, комендант на порт Дедеагач (1941). Командващ е на Черноморския флот. От 18 декември 1944 г. е командващ на Морските войски (Българския Флот) до 3 август 1946 г.
Има значителни заслуги за успешното миночистене на Черноморското крайбрежие и на р. Дунав след войната. По т. нар. списък №4 морски офицери е уволнен „в интерес на службата“ по Закона за ръководство и контрол на войската от 2 юли 1946 г. и минава в запаса, където е деец на Народния морски съюз, инструктор по морски спортни дисциплини и продължава да съдейства на флота до смъртта си.